# イタコルマイト

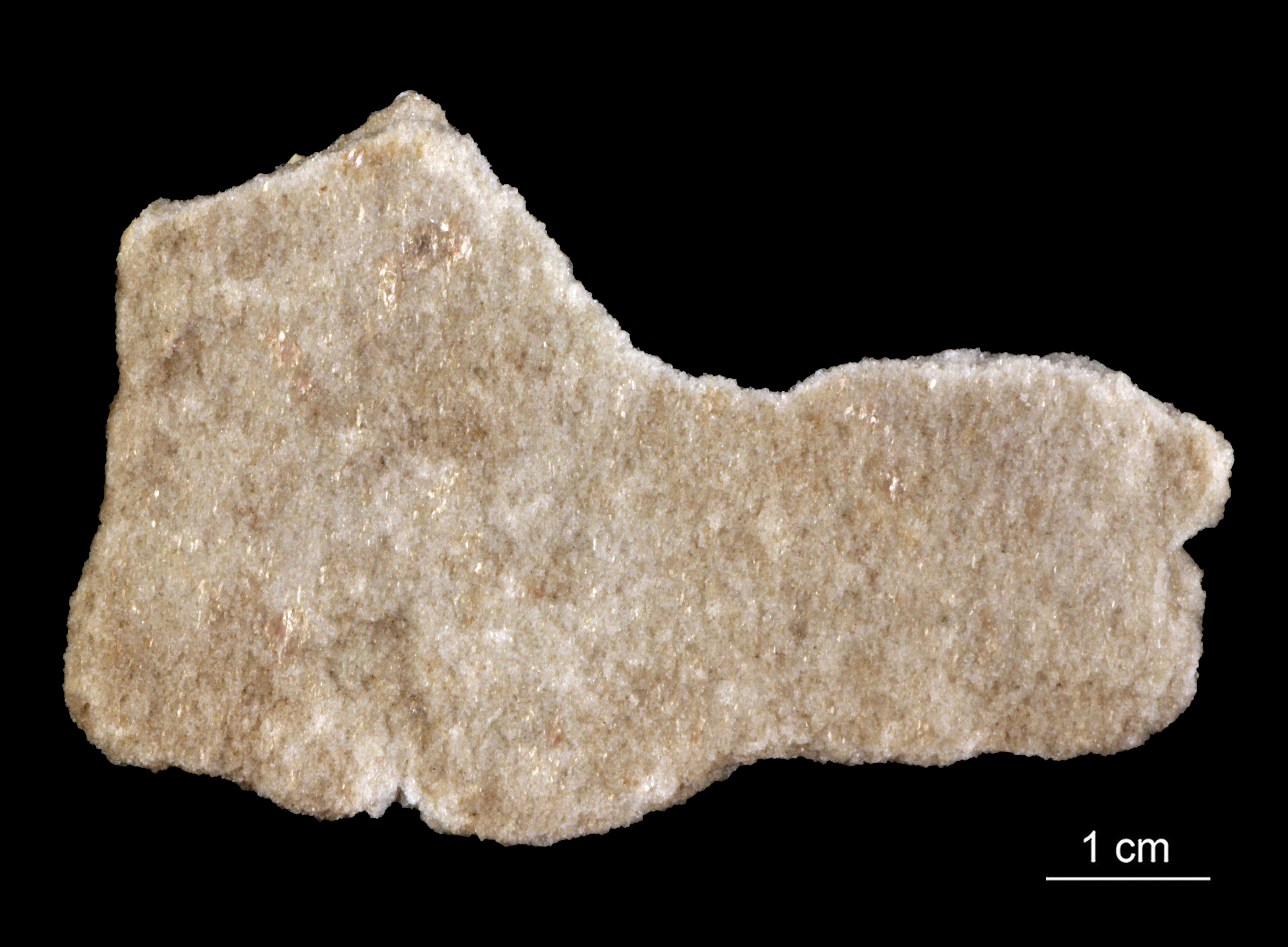
イタコルマイト。エストニア自然史博物館の標本（産地不明）。

イタコルマイト（Itacolumite）は、自然にできる多孔質の砂岩で、薄く切った板は変形しやすい。別名、こんにゃく石。
名前の由来は、ブラジルのミナスジェライス州南部にあるItacolumiという場所で発見されたことによる。

## 柔軟性の原因
諸説あり、議論が行われてきた。石英粒の間に白雲母、緑泥石、滑石等が存在している事で粒の間の変形がしやすいと考えられていたが、複雑に風化して遊びのあるジグソーパズルのように粒が絡み合った結果であるとされる。

## 産地
発見されたブラジルのミナスジェライス州のほか、ゴイアス州。アメリカのジョージア州、ノースカロライナ州。マダガスカル、インド、ロシア、フランスなどで産出する。いずれも先カンブリア時代の石英片岩の一部から見つかっている。